# Condado de Multnomah
El condado de Multnomah (en inglés: Multnomah County), fundado en 1854, es uno de los 36 condados en el estado estadounidense de Oregón. En el 2015 el condado tenía una población estimada de 790 294 habitantes y una densidad poblacional de 707,5 personas por km². La sede del condado es Portland.

## Geografía
Según la Oficina del Censo, el condado tiene una superficie total de 1205,9 km², de los cuales 1117,05 km² corresponden a tierra y 88,85 km² (7,37%) a agua.

### Condados adyacentes
- Condado de Clark, Washington (norte)
- Condado de Skamania, Washington (noreste)
- Condado de Hood River (este)
- Condado de Clackamas (sur)
- Condado de Washington (oeste)
- Condado de Columbia (noroeste)

## Demografía
Según el censo de 2000, habían 660,486 personas, 272,098 hogares y 152,102 familias residiendo en la localidad. La densidad de población era de 586 hab./km². Había 288,561 viviendas con una densidad media de 256 viviendas/km². El 79.16% de los habitantes eran blancos, el 5.67% afroamericanos, el 5.70% amerindios, el 1.03% asiáticos, el 0.35% isleños del Pacífico, el 4.03% de otras razas y el 4.07% pertenecía a dos o más razas. El 7.51% de la población eran hispanos o latinos de cualquier raza.
Los ingresos medios por hogar en la localidad eran de $41,278, y los ingresos medios por familia eran $51,118. Los hombres tenían unos ingresos medios de $36,036 frente a los $29,337 para las mujeres. La renta per cápita para el condado era de $22,606. Alrededor del 8.20% de la población estaban por debajo del umbral de pobreza.

## Localidades

### Ciudades
Existen ocho ciudades en el condado de Multnomah, siendo Portland la ciudad más poblada. De las ocho ciudades existentes en el condado, Portland, Lake Oswego y Milwaukie tienen territorio también en otros condados vecinos.
| Ciudad       | Población (2010) | Notas                                             |
| ------------ | ---------------- | ------------------------------------------------- |
| Fairview     | 8920             |                                                   |
| Gresham      | 105 594          |                                                   |
| Lake Oswego  | 36 619           | El 93,1% en el condado de Clackamas y Washington. |
| Maywood Park | 752              |                                                   |
| Milwaukie    | 20 291           | El 100% en el condado de Clackamas.               |
| Portland     | 583 776          | El 0,4% en el condado de Clackamas y Washington.  |
| Troutdale    | 15 962           |                                                   |
| Wood Village | 3878             |                                                   |

### Lugar designado por el censo
- Cedar Mill: La mayor parte en el condado de Washington, solo el 0,1% de la población está en el condado de Multnomah.[4]
- West Haven-Sylvan: La mayor parte en el condado de Washington, solo el 1,1% de la población está en el condado de Multnomah.[4]

### Áreas no incorporadas
- Bonneville
- Corbett
- Dunthorpe
- Latourell
- Orient
- Riverwood
- Springdale